# Antic Teatre (Sant Joan les Fonts)
L'Antic Teatre és una obra de Sant Joan les Fonts (Garrotxa) inclosa a l'Inventari del Patrimoni Arquitectònic de Catalunya. És una obra del segle xx, però es desconeix la data concreta en què va ser bastit.

## Descripció
És un antic cafè-teatre situat al carrer de Santa Magdalena. Disposa de planta rectangular i teulat a dues aigües amb els vessants vers les façanes laterals. Té planta, pis i golfes. L'entrada a l'edifici està protegida per un porxo sostingut per quatre columnes amb el fust llis i capitells sense ornamentació; aquesta porxada es converteix en un ampli balcó al pis superior, amb balustrades. Les golfes estan ventilades per una finestra de punt rodó que conserva els porticons de l'època.